# Max Holste Broussard
El Max Holste MH.1521 Broussard es un avión utilitario francés de los años 1950s monoplano, monomotor de 6 plazas, diseñado por Max Holste para satisfacer un requerimiento del Ejército francés.

## Diseño y desarrollo
El MH.1521 Broussard fue diseñado para satisfacer un requerimiento de una aeronave ligera de observación y enlace. Es un monoplano de ala alta con dos estabilizadores verticales de cola. Tiene un tren de aterrizaje fijo convencional y está potenciado por un motor de pistón radial Pratt & Whitney R-985 montado en la nariz. 

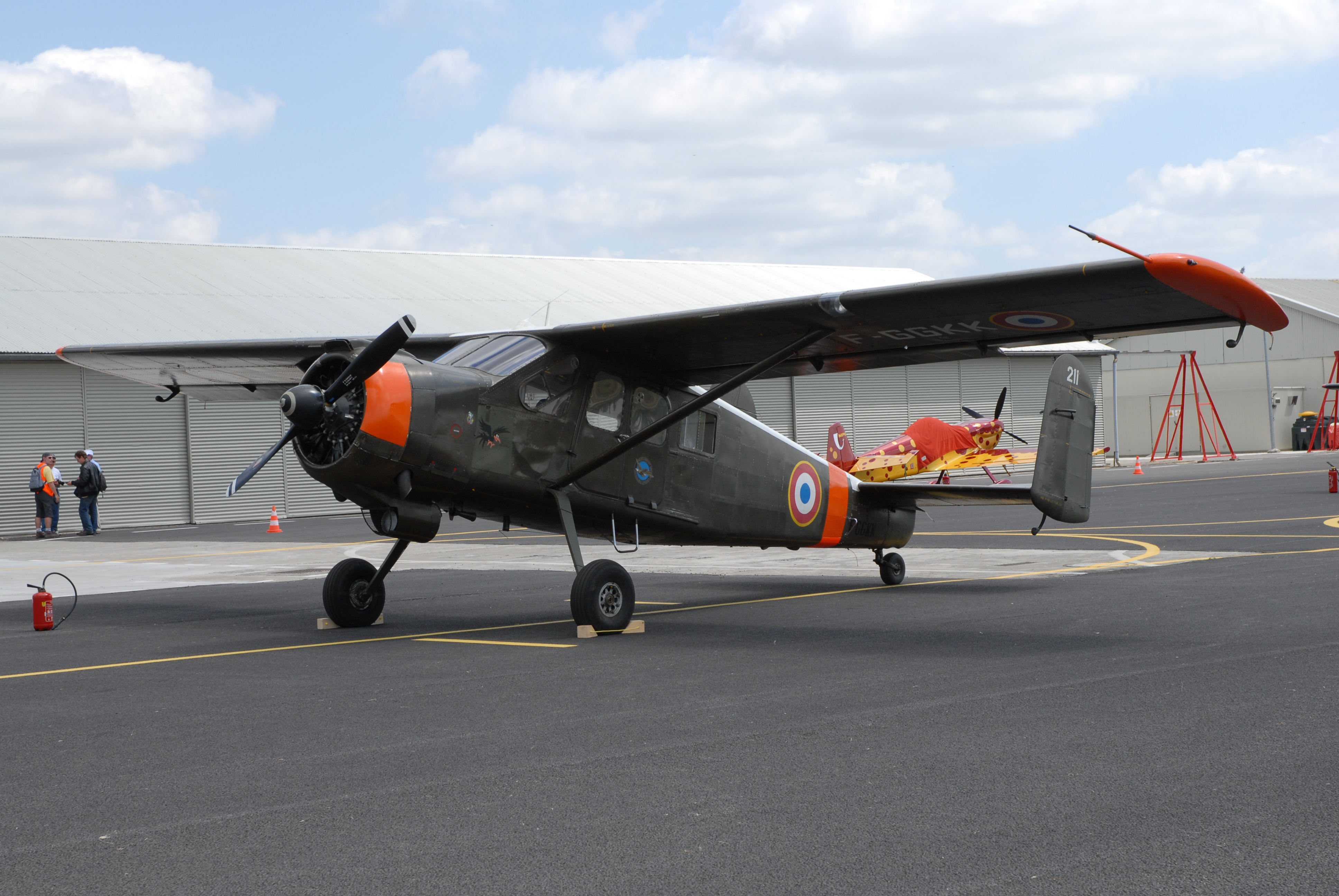
MH-1521 Broussard Preservado en AirExpo 2007

Una prototipo más pequeño potenciado por un Salmson 8 As.04 de 220 caballos de fuerza (160 kW), el MH.152, fue volado por primera vez el 12 de junio de 1951; tenía espacio para un piloto y cuatro pasajeros, pero era demasiado pequeño y poca potencia como para alcanzar los requerimientos del Ejército. Como resultado, la compañía decidió desarrollar una versión ligeramente más grande, el MH.1521 con el motor modificado por un Pratt y Whitney Wasp Junior, el cual a 450 caballos de fuerza  (340 kW) proporcionaba casi el doble de potencia. El MH.1521 voló por primera vez el 17 de noviembre de 1952. Posteriormente fue nombrado Broussard (literalmente Hombre del Arbusto, en relación con los "bush pilots" o "pilotos de tundra"). Su desarrollo fue apoyado desde lo político por el héroe y piloto francés de la Segunda Guerra Mundial Pierre Clostermann, un amigo cercano de Max Holste.  Clostermann escribió una novela de facción, "Leo 25 Airborne", basada en sus experiencias de vuelo con la escuadrilla de Broussards ELO 3/45 en Argelia.
La primera aeronave de producción hizo su vuelo inaugural el 16 de junio de 1954, y 363 aeronaves más fueron construidas antes de finalizar su producción en 1961. Su semejanza con el de Havilland Canadá DHC-2 Castor en apariencia, capacidad y rendimiento, le hicieron ganar el apodo de "French Beaver".

## Variantes

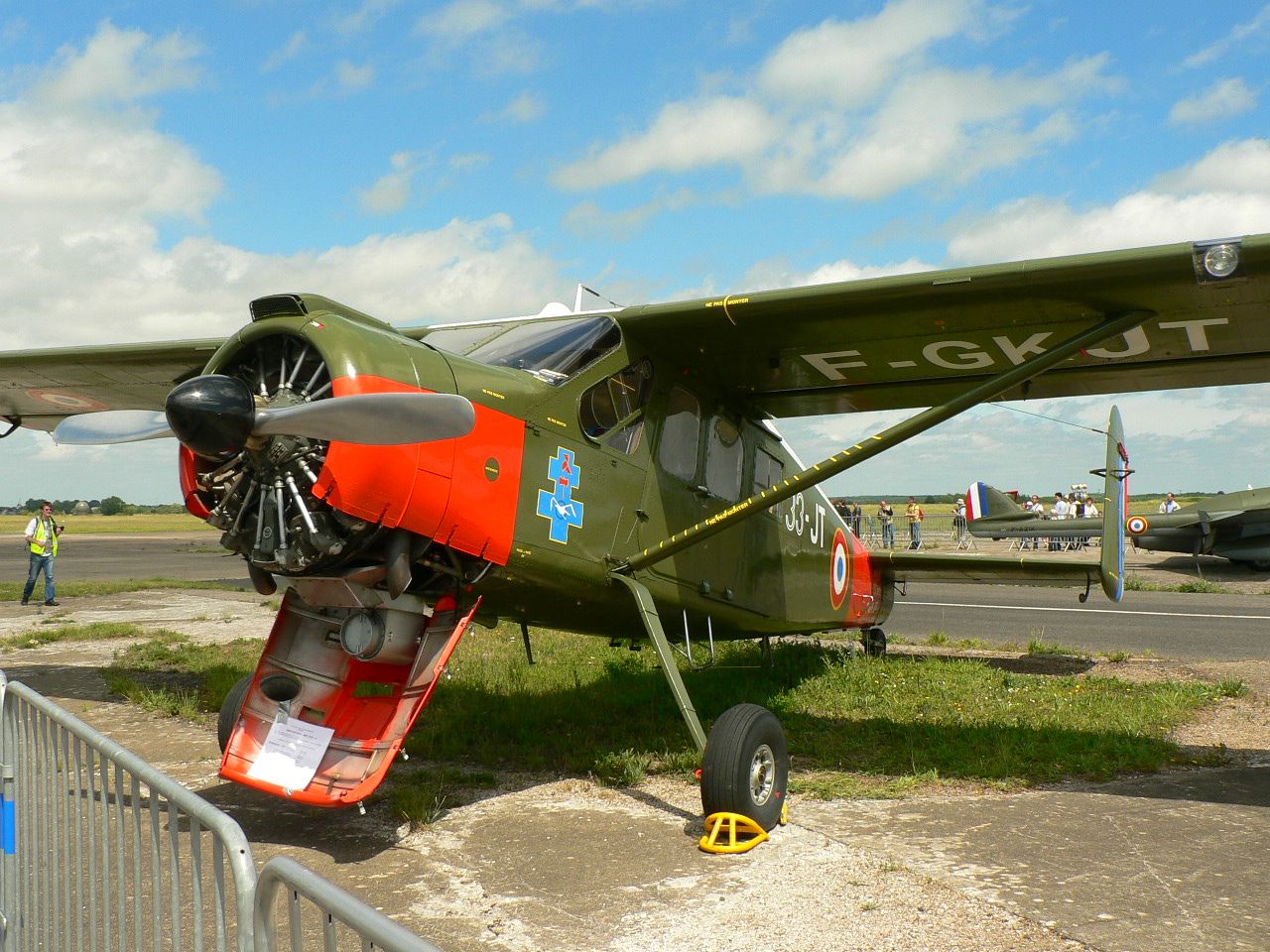

MH.152
Primer prototipo de la serie Broussard, potenciado por un motor V-8 invertido Salmson 8 Cuando.04.
MH.1521
Prototipos, cinco construidos, más dos aeronaves de preproducción y 19 variantes militares de preproducción.
MH.1521Un
Aeronave modificada para uso agrícola.
MH.1521C
Variante comercial, 52 construidos.
MH.1521M
Variante militar, 318 construidos.
MH.1522
Basado en el MH.1521, con slats y flaps de envergadura completa, para mejorar el rendimiento de pérdida. El prototipo fue volado el 11 de febrero de 1958.
MH.153
El prototipo MH.152 potenciado por un motor turbo-hélice Turbomeca Astazou. Primer vuelo en junio de 1957.

## Operadores

### Operadores militares
Argentina
- Fuerza Aérea Argentina
- Gendarmería Nacional Argentina

 Benín
- Fuerza Aérea de Benín[5]

 Camboya
- Real Fuerza Aérea Camboyana

 Camerún
- Fuerza Aérea de Camerún[5]

 República Centroafricana
- Fuerza Aérea de la República Centroafricana[5]

 Chad
- Fuerza Aérea de Chad[6]

 Francia
- Ejército del Aire y del Espacio de Francia
- Ejército de Tierra francés

 Costa de Marfil
- Fuerza Aérea de Costa de Marfil

 Yibuti
- Fuerza Aérea de Yibuti[7]

 Gabón
- Fuerza Aérea de Gabón[8]

 Madagascar
- Fuerza Aérea de Madagascar

 Mali
 Mauritania
- Fuerza Aérea de Mauritania[9]

 Marruecos
- Real Fuerza Aérea de Marruecos[10]

 Níger
- Fuerza Aérea Nigeriana

 Portugal
- Fuerza Aérea Portuguesa[11]

 Senegal
- Ejército del Aire de Senegal

 Togo
- Ejército del Aire de Togo[12]

 Burkina Faso
- Fuerza Aérea de Burkina Faso[12]

### Operadores civiles
Francia
- Securite Civile

## Aeronaves que sobreviven

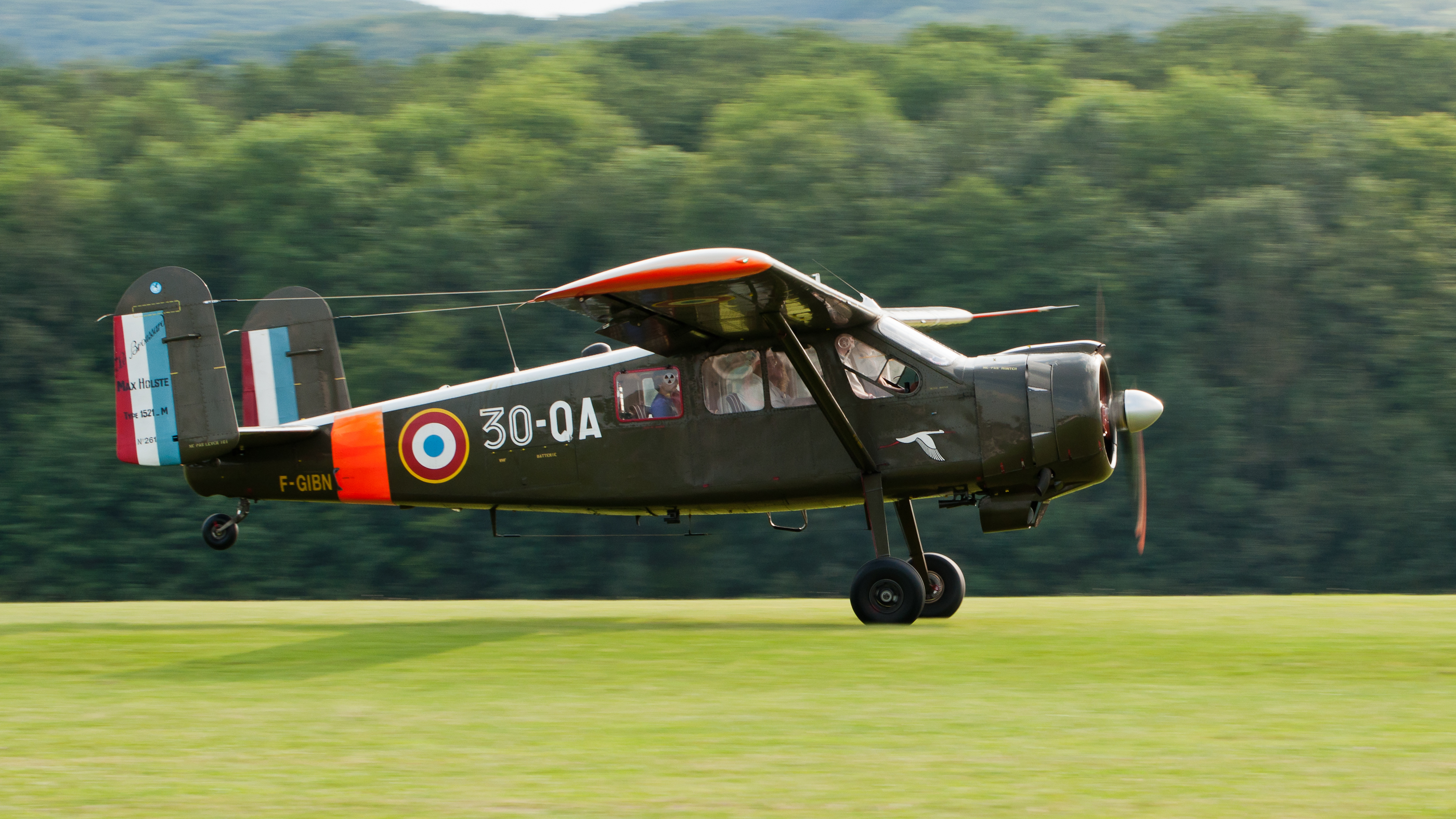
MH-1521M Broussard F-GIBN volando en Oldtimer Fliegertreffen Hahnweide en 2013.

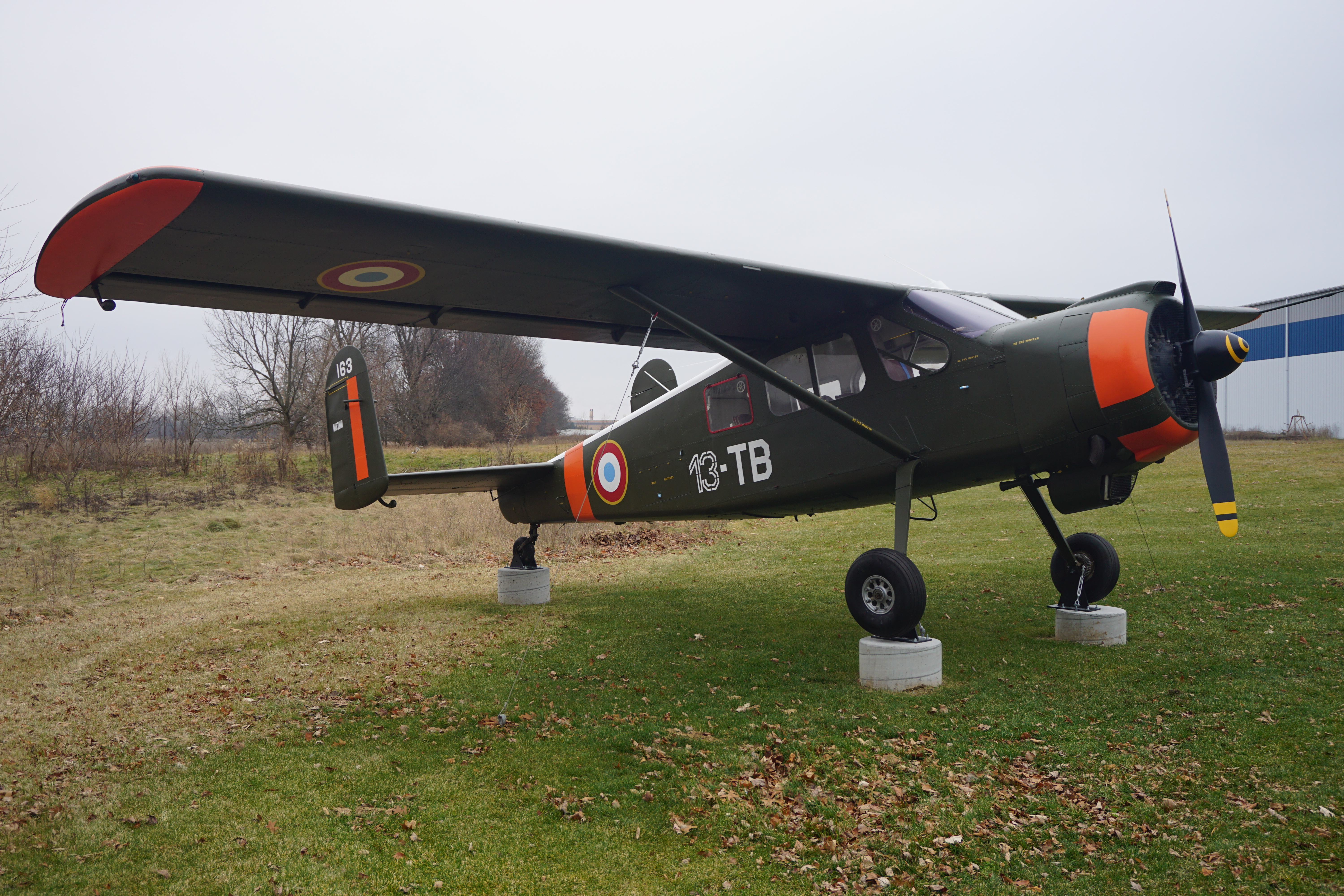
MH.1521 Broussard en exhibición en el Zoológico de Aire

- G-YYYY (s/n 208) vuela de Eggesford, Reino Unido en 2010.[13]
- F-GIBN (s/n 261) estacionado en Walldürn, Alemania y en condición de vuelo.[14]
- HB-RSL (s/n 6) fue estacionado en Biel-Kappelen, Suiza y en condición de vuelo, pero fue destruido en incendio de un hangar el 3 de julio de 2016.[15]
- N246MH 1960 (s/n 246) está localizado en Friendswood, Texas, EE. UU. y en condición de vuelo.[16]
- N4022 (s/n 22) EE. UU. FAA registrados a una compañía alemana pero operando en California a Oct 2018.[17]
- LV-X769 está registrado como aeronave experimental en Argentina. Está en condición de vuelo a Mar 2020.LV-X769 visto en vuelo en un show aéreo de la EAA en Argentina en 2020

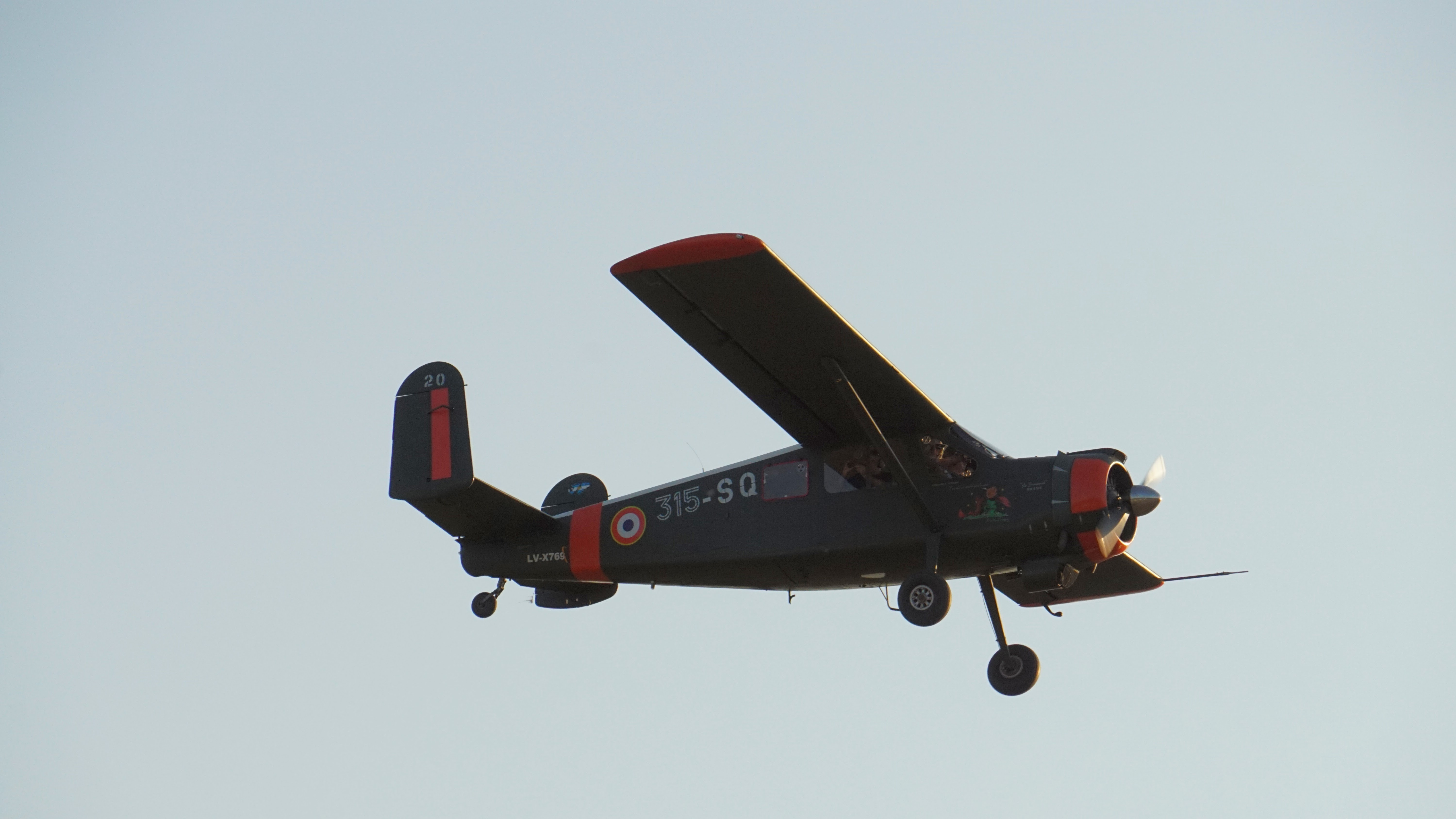
LV-X769 visto en vuelo en un show aéreo de la EAA en Argentina en 2020

## Especificaciones (MH.1521M)
- Tripulación: 1-2
- Capacidad: 4-5 pax
- Largo: 8.65 m (28 ft 5 in)
- Envergadura: 13.75 m (45 ft 1 in)
- Peso: 3.67 m (12 ft 0 in)
- Superficie alar: 25.2 m² (271 sq ft)
- Relación de aspecto: 7.5
- Airfoil: NACA 4413
- Peso vacío: 1,650 kg (3,638 lb) equipado
- Peso máximo: 2,700 kg (5,952 lb)
- Motorización: 1 × motor radial de pistón Pratt & Whitney R-985-AN-1 de 9 cilindros enfriado por aire, 336 kW (451 hp)
- Hélice: hélice de 2 palas de paso variable Hamilton Standard 2.D.30

Rendimiento
- Velocidad máxima: 259 km/h (161 mph, 140 kn) a 1,000 m (3,281 ft)
- Velocidad crucero: 228 km/h (142 mph, 123 kn)
- Velocidad de pérdida: 92.6 km/h (57.5 mph, 50.0 kn)
- Tasa de ascenso: 4 m/s (790 ft/min) a nivel del mar